# Deportes Melipilla
Club de Deportes Melipilla is een Chileense voetbalclub uit Melipilla. De club werd opgericht op 24 januari 1992. De thuiswedstrijden worden in het Estadio Municipal Roberto Bravo Santibáñez gespeeld, dat plaats biedt aan 6.000 toeschouwers. De clubkleuren zijn wit-zwart.